# 大千綜合醫院
大千綜合醫院，為台灣苗栗縣苗栗市最大規模的醫院，總床數達587床，具有一般門診、急診、住院照護、急重症照護、精神科照護、護理之家等的三級醫療照護系統，並為衛生福利部認證之教學醫院。

## 簡介
大千綜合醫院，院區主要建築有:醫療大樓/急診、碧英門診紀念大樓、行政大樓、婦幼大樓、保健大樓、托嬰中心等。
醫院理念和宗旨分別為:「大千濟世、醫澤大千」、「全人照顧、全心關懷」，目標在2026年成為苗栗縣鄉親最信賴的健康守護者。
大千醫療體系，連結並整合醫療資源，其醫院、診所分別有:新生醫院(苗栗市)、南勢醫院(苗栗市)、大川診所(苗栗市)、大順醫院(大湖鄉)、後龍診所(後龍鎮)、公館診所(公館鄉)、竹南診所(竹南鎮)、大川護理之家(苗栗市)、南勢護理之家(苗栗市)等。
提供山地醫療、社會公益等服務，並建立苗栗市社區健康營造推動資源網。

## 外部連結
大千健康醫療體系-新生醫院 （页面存档备份，存于）
大千醫療社團法人南勢醫院 （页面存档备份，存于）
大千健康醫療體系-大川診所 （页面存档备份，存于）
大千健康醫療體系-大順醫院 （页面存档备份，存于）
大千健康醫療體系-後龍診所 （页面存档备份，存于）
大千健康醫療體系-公館診所 （页面存档备份，存于）
竹南診所 （页面存档备份，存于）
大千醫療體系-大川護理之家 （页面存档备份，存于）
大千醫療社團法人附設南勢護理之家 （页面存档备份，存于）